# Richard Edlund

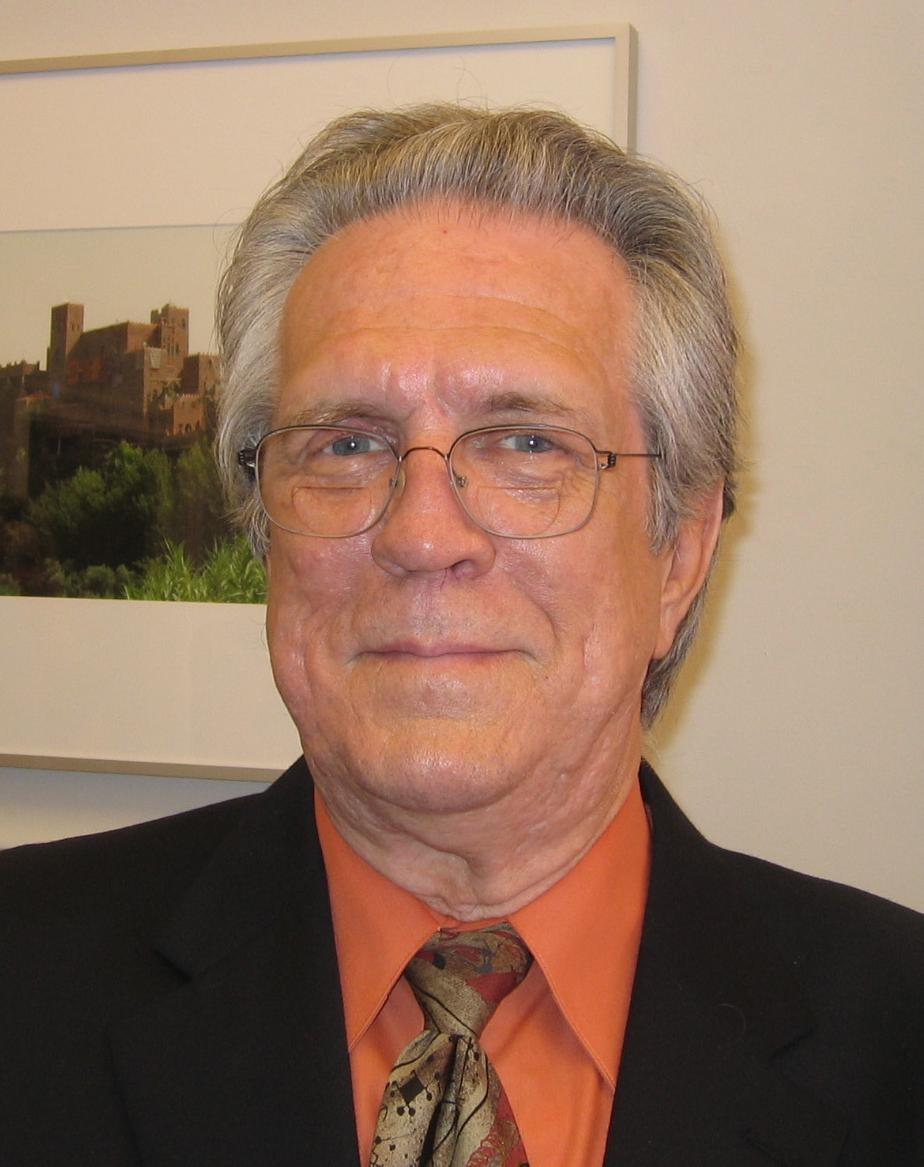
Richard Edlund bei der Eröffnung einer Ausstellung seiner Photographien

Richard Edlund (* 6. Dezember 1940 in Fargo, North Dakota) ist ein US-amerikanischer Spezialist für visuelle Effekte im Film.

## Leben
Im Alter von 15 Jahren wurden seine High-School-Fotos im Los Angeles Examiner abgedruckt. In der U.S. Navy vertiefte er sein fotografisches Können auf der US Naval Photographic School. Sein Interesse am Film wurde während eines zweijährigen Japan-Aufenthaltes geweckt. Er begann, Trainingsfilme für die Navy zu produzieren und besuchte nach seiner Rückkehr in die USA die USC-Filmschule. Bevor er nach Hollywood ging, war er Fotograf für Rockbands und LP-Covers, außerdem entwickelte er einen tragbaren Gitarrenverstärker namens Pignose.
1975 war er einer der Mitbegründer von George Lucas’ legendärer Effektschmiede Industrial Light & Magic (ILM). 1977 war er unter John Dykstras Leitung verantwortlicher Effektfotograf bei Krieg der Sterne. In den acht Jahren bei ILM überwachte er u. a. die Spezialeffekte bei Das Imperium schlägt zurück, Die Rückkehr der Jedi-Ritter, Kampfstern Galactica, Jäger des verlorenen Schatzes und Poltergeist.
1983 verließ Edlund ILM und gründete seine eigene Firma Boss Film Studios. Neben diversen TV-Spots entstanden hier die Effekte von Ghostbusters, 2010: Das Jahr, in dem wir Kontakt aufnehmen, Stirb langsam und Ghost – Nachricht von Sam. Auch in seiner alten Wahlheimat Japan und in China leistete er in dieser Zeit viel Aufbauarbeit, gefördert von der Firma Eastman Kodak. Nach Ghost wurde es um Edlund etwas ruhiger. Er leitete dann die Spezialeffekte bei Alien³, Species, Multiplicity und Air Force One.

## Auszeichnungen
- 1978: Oscar in der Kategorie Beste visuelle Effekte für Krieg der Sterne
- 1979: Emmy in der Kategorie Outstanding Individual Achievement – Creative Technical Crafts für Kampfstern Galactica
- 1981: Sonderoscar in der Kategorie Beste visuelle Effekte für Das Imperium schlägt zurück
- 1981: Saturn Award in der Kategorie Beste Spezialeffekte für Das Imperium schlägt zurück
- 1982: Oscar in der Kategorie Beste visuelle Effekte für Jäger des verlorenen Schatzes
- 1982: Oscar in der Kategorie Wissenschaft und Entwicklung für Beam Splitter Optical Composite Motion Picture Printer und Empire Motion Picture Camera System
- 1982: Saturn Award in der Kategorie Beste Spezialeffekte für Jäger des verlorenen Schatzes
- 1983: BAFTA Award in der Kategorie Beste visuelle Effekte für Poltergeist
- 1984: Sonderoscar in der Kategorie Beste visuelle Effekte für Die Rückkehr der Jedi-Ritter
- 1984: Saturn Award in der Kategorie Beste Spezialeffekte für Die Rückkehr der Jedi-Ritter
- 1984: BAFTA Award in der Kategorie Beste visuelle Effekte für Die Rückkehr der Jedi-Ritter
- 1987: Oscar in der Kategorie Wissenschaft und Entwicklung für Zoom Aerial 65mm Optical Printer
- 1995: Sitges Filmfestival: Auszeichnung in der Kategorie Beste Spezialeffekte für Species
- 2007: Oscar: John A. Bonner-Medaille
- 2008: President’s Award der American Society of Cinematographers

## Filmografie (Auswahl)
| - 1977: Krieg der Sterne - 1978: The Manitou - 1978: Kampfstern Galactica - 1978: Das China-Syndrom - 1980: Das Imperium schlägt zurück - 1981: Jäger des verlorenen Schatzes - 1982: Poltergeist - 1983: Die Rückkehr der Jedi-Ritter - 1984: Ghostbusters – Die Geisterjäger - 1984: 2010: Das Jahr, in dem wir Kontakt aufnehmen - 1985: Die rabenschwarze Nacht – Fright Night - 1986: Poltergeist II – Die andere Seite - 1986: Big Trouble in Little China - 1986: Der Knabe, der fliegen konnte (The Boy Who Could Fly) - 1986: Solarfighters - 1987: Masters of the Universe - 1987: Monster Busters - 1987: Verabredung mit einem Engel - 1987: Bill Cosby: Die Superkanone - 1988: Die Galaxis der Gesetzlosen - 1988: Stirb langsam | - 1988: Manege frei für Pee Wee - 1988: Vibes – Die übersinnliche Jagd nach der glühenden Pyramide - 1989: Geschichten aus der Gruft - 1990: Ghost – Nachricht von Sam - 1990: The Judas Project - 1990: Starfire - 1992: Alien 3 - 1995: Species - 1995: Ritter der Dämonen - 1996: Vier lieben dich - 1997: Turbulence - 1997: Air Force One - 1998: Desperate Measures: Jede Stunde zählt - 2000: Teuflisch - 2003: Engel in Amerika - 2004: Die Frauen von Stepford - 2007: Anamorph – Die Kunst zu töten - 2007: Der Krieg des Charlie Wilson - 2012: 21 Jump Street - 2012: Shootout – Keine Gnade - 2015: Secret Agency – Barely Lethal |